# Concio (Venezia)
La Concio (corruzione del latino contio, "assemblea" o "adunanza") o Concione, nella storia della Repubblica di Venezia, fu l'assemblea generale degli uomini liberi (cittadini e patrizi) tra il 742 e il 1423. Ad essa spettava l'elezione del Doge. Perse la sua funzione allorché, con la "Serrata del Maggior Consiglio", il potere passò per intero nelle mani della classe aristocratica.

## Storia

### L'origine e l'elezione del Doge
L'origine dell'assemblea popolare è incerta. Assemblee di uomini liberi dovevano essere diffuse già nel VI-VII secolo nelle varie città della Venezia marittima, per le elezioni dei magistrati locali: i tribuni.
Sebbene la tradizione veneziana posteriore voglia che proprio a un'assemblea generale dei Venetici si dovesse, nel 697, la nomina del primo doge, Paoluccio Anafesto, in realtà all'inizio tale nomina doveva essere una prerogativa dell'Esarca imperiale di Ravenna. La prima elezione ducale probabilmente si ebbe invece solo con il terzo doge, Orso Ipato, allorché nel 726 i Venetici, in rivolta contro i provvedimenti iconoclasti dell'imperatore bizantino Leone III l'Isaurico, si scelsero autonomamente il proprio capo. Alla morte di Orso, comunque, i Bizantini sostituirono il governo ducale con una magistratura annuale dei magistri militum sino al 742, quando infine l'imperatore concesse formalmente alla concio popolare il diritto di eleggere il Dux. Il potere dell'assemblea non doveva tuttavia essere precisamente definito e codificato se, nella sua Chronicon Venetum, Giovanni Diacono riferisce che ancora nell'887 il doge Giovanni II Participazio, abdicando, doveva ribadire all'assemblea popolare il compito di eleggere il duca.

### La lotta per il potere
Nonostante il potere d'elezione spettasse ora di diritto alla Concio, nel corso del tempo i duchi tentarono con tenacia di prevalere sull'assemblea trasformando la loro monarchia da elettiva in ereditaria. La strategia scelta era quella di aggirare la potestà elettorale della Concio associando al trono un coreggente, detto anche co-Dux, scelto tra figli o parenti stretti, che potesse al momento della morte del Doge titolare, succedergli automaticamente, trovandosi già sul trono e dunque in una posizione di forza.
È incerto il ruolo che avesse l'assemblea al momento dell'incoronazione dei coreggenti e se a essa spettasse comunque una qualche forma di conferma alla loro nomina, tuttavia tra l'VIII e l'XI secolo, vi furono almeno quindici coreggenti che vennero associati al trono e, di questi, solo sei riuscirono a succedere effettivamente al proprio collega. E dei ventotto dogi succedutisi, ben quattordici finirono deposti, con accecamento, taglio della barba e dei capelli per sfregio o per forzata tonsura (al modo bizantino), oppure uccisi in rivolte, mentre altri quattro preferirono abdicare.
Questa fase caotica trovò un solido punto di svolta nel 1032 quando la Concio, rifiutandosi di riconoscere l'incoronazione di Domenico Orseolo, nominò al suo posto Domenico Flabanico, emanando al contempo la prima legge costituzionale della Repubblica, con la quale si proibiva per sempre la pratica dell'associazione al trono, si allontanavano in perpetuo gli Orseoli dalle cariche di governo, e si affiancavano al Doge due consiglieri ducali, perché ne sorvegliassero costantemente l'operato.

### La formazione degli istituti comunali e la perdita di potere dellaConcio
Divenuta ora a tutti gli effetti supremo arbitro dello Stato, la Concio si trovò di fronte alla necessità di creare degli organismi permanenti in grado di sopperire con continuità al progressivo svuotamento del potere ducale. Al contempo, le antiche famiglie patrizie, non più impegnate a contendersi una sovranità ereditaria, incominciarono a costituire, insieme con le altre famiglie più eminenti, una classe di aristocratici in grado di influenzare e indirizzare la politica cittadina.
Nel 1143 venne dunque creato un primo Consilium Sapientium, nominato dall'assemblea e incaricato di affiancare permanentemente il Doge nel governo: la nuova forma comunale dello Stato venne sancita dall'apparizione della dicitura Commune Veneciarum ("Comune di Venezia") nei documenti.
Ma il primo vero passo che segnò l'inizio del declino del potere della Concio si ebbe nel 1172: al Consilium Sapientium, divenuto Maggior Consiglio, venne demandato il potere legislativo ordinario, mentre veniva d'altro canto deliberato di affidare l'elezione ducale a sette elettori nominati dall'assemblea. Un secondo colpo si ebbe poi sei anni più tardi, nel 1178, quando la Concio perse ulteriormente il controllo sulla nomina del Doge. Da quel momento infatti, i sette elettori da questa nominati non scelgono più direttamente il Doge: da loro ne vengono infatti ora estratti a sorte quattro, con il compito di nominare i quaranta effettivi elettori ducali, la cosiddetta Quarantia, che, esaurito il compito, permangono poi al potere come assemblea di governo e tribunale supremo.
Nel 1207 anche la nomina dei membri del Maggior Consiglio venne affidata a un nucleo ristretto di tre elettori, poi aumentati a sette nel 1230. Ovvia conseguenza di tali scelte fu l'aumento della componente aristocratica all'interno degli organismi comunali. Lo status quo di un potere popolare affiancato da un potere aristocratico si incrinò al 1286, quando ben due tentativi, respinti, di precludere l'accesso al Maggior Consiglio alle famiglie popolari, segnarono l'apertura delle ostilità tra le due fazioni. Respinta ancora nel 1296, ma a fatica, la proposta di Serrata del Maggior Consiglio venne infine approvata su pressione del doge Pietro Gradenigo il 28 febbraio 1296 More Veneto.
Nonostante nel 1300 e nel 1310 le congiure di Marin Bocconio e del Tiepolo tentassero una restaurazione popolare, la forma aristocratica dello stato era oramai una realtà.

### L'abolizione
Privata ormai di qualunque potere effettivo, la Concio popolare sopravvisse soltanto come riunione formale al momento dell'acclamazione del nuovo Doge: l'eletto veniva infatti ancora presentato alla folla con una frase rituale:
(Presentazione rituale del nuovo Doge al Popolo.)
L'inutile assemblea venne comunque ufficialmente abolita solo nel 1423, anche se la richiesta rituale di approvazione al popolo rimase in uso sino alla caduta della Repubblica nel 1797.